# Škoda 15TrM
Škoda 15TrM – zmodernizowana wersja czechosłowackiego trolejbusu przegubowego Škoda 15Tr. Ta wersja była produkowana od roku 1995.

## Konstrukcja i modernizacje
Trolejbus 15TrM jest podobny do 15Tr. Jest pojazdem trzyosiowym z karoserią samonośną, która składa się z dwóch członów, połączonych przegubem. Zastosowano wiele części zgodnych z produkowanym równocześnie trolejbusem Škoda 14TrM, co ułatwia naprawy. W prawej ścianie umieszczono cztery dwuskrzydłowe składane drzwi. Siedzenia wewnątrz pojazdu są umieszczone poprzecznie, podłogi pokryto antypoślizgowym materiałem, zmodernizowano kabinę kierowcy. Dwa silniki napędzają środkową i tylną oś. Zmodernizowano niektóre elementy wyposażenia elektrycznego (m.in. zastosowano nowocześniejsze silniki oraz zainstalowano lżejsze, laminatowe odbieraki prądu.
Największą różnicą w wyglądzie (w stosunku do 15Tr) jest nowy przód i tył pojazdu, przygotowany do umieszczenia elektronicznych wyświetlaczy. Autorem projektu tych części był inż. arch. Patrik Kotas.

## Dostawy
W latach 1995–2004 wyprodukowano 121 sztuk tych trolejbusów i jedno nadwozie.
| Czechy         | Czeskie Budziejowice | 15TrM          | 2002–2004      | 10  | 48–57       | [ 1 ]  |  |  |
| Czechy         | Hradec Králové       | 15TrM          | 1995–2001      | 5   | 82–86       | [ 2 ]  |  |  |
| Czechy         | Pilzno               | 15TrM          | 1995–1996      | 13  | 466–478     | [ 3 ]  |  |  |
| Czechy         | Uście nad Łabą       | 15TrM          | 1995–2003      | 11  | 556–566     | [ 4 ]  |  |  |
| Czechy         | Zlín i Otrokovice    | 15TrM          | 1995–2001      | 24  | 344–367     | [ 5 ]  |  |  |
| Łotwa          | Ryga                 | 15TrM          | 1998–2000      | 10  | 2-500–2-509 | [ 6 ]  |  |  |
| Słowacja       | Bańska Bystrzyca     | 15TrM          | 1998–1999      | 2   | 1528, 1529  | [ 7 ]  |  |  |
| Słowacja       | Bratysława           | 15TrM          | 1998–2003      | 22  | 6617–6638   | [ 8 ]  |  |  |
| Słowacja       | Bratysława           | nadwozie       | 2002           | 1   | 6617        | [ 8 ]  |  |  |
| Słowacja       | Koszyce              | 15TrM          | 1999           | 5   | 1016–1020   | [ 9 ]  |  |  |
| Słowacja       | Preszów              | 15TrM          | 1995–1999      | 5   | 114–118     | [ 10 ] |  |  |
| Słowacja       | Żylina               | 15TrM          | 1998–2002      | 14  | 230–243     | [ 11 ] |  |  |
| Łączna liczba: | Łączna liczba:       | Łączna liczba: | Łączna liczba: | 121 |             |        |  |  |